# 名古屋市消防学校
座標: 北緯35度14分10.4秒 東経137度1分13.9秒 / 北緯35.236222度 東経137.020528度

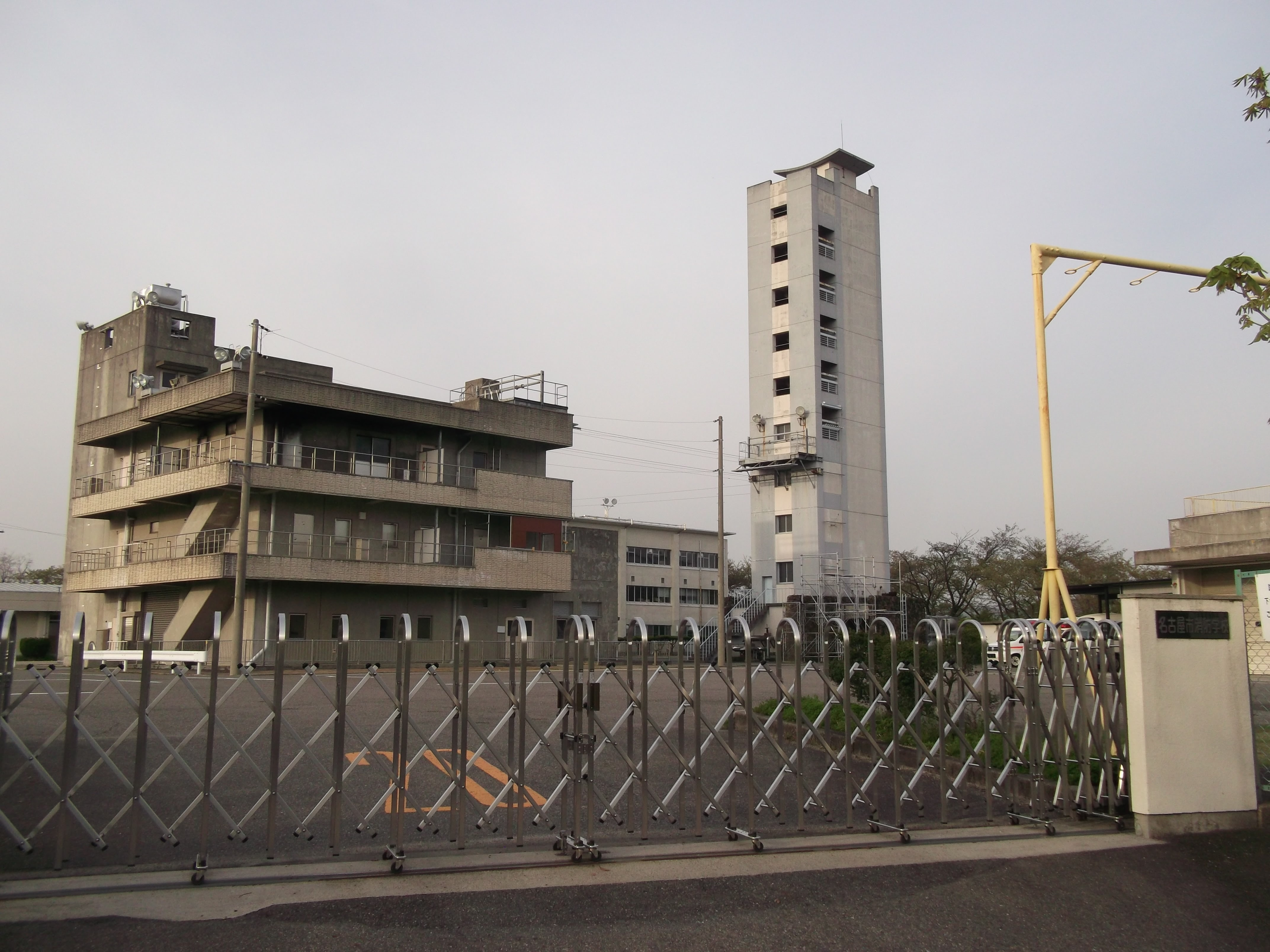
名古屋市消防学校（2015年4月）

名古屋市消防学校（なごやししょうぼうがっこう）は、名古屋市消防局が設置している消防学校。

## 歴史
前身は1944年（昭和19年）4月1日に設立された栄区久屋町の愛知県消防練習所である。これが、1948年（昭和23年）3月7日の名古屋市消防局発足に伴い、名古屋市の所管となり、名古屋市消防訓練所となった。
1952年（昭和27年）3月29日には名古屋市消防学校と改称し、翌月1日に北区城見通3丁目に移転した。この校舎は、敷地面積844.41坪に木造2階建て、延べ250坪のもので、総工費は750万円であった。
この校地には、1957年（昭和32年）5月16日に鉄骨5階建ての消防訓練塔が整備され、名古屋市の消防吏員のほか、愛知県・岐阜県・三重県の各県からの委託生も活用したという。
1968年（昭和43年）8月28日には教育内容の拡大による校地の狭隘化および老朽化などを理由に守山区大字下志段味字長廻間の新校地に移転した。この整備には3年の工期と1億6000万円が費やされたといい、敷地面積は36554.47平方メートルである。
2022年（令和4年）11月26日に地名変更により守山区大字下志段味字長廻間から守山区桜坂5丁目に住所変更となった。

## 名古屋市消防音楽隊
市民の防災意識を高める目的で結成された音楽隊であり、市消防職員により構成される。1958年（昭和33年）10月20日、名古屋市公会堂において開催された「名古屋市消防十周年記念式典」において結成式を執り行った。同年12月に「名古屋市消防音楽隊設置規則」（昭和33年市規則第78号）が制定され、市の組織として正式な発足をみた。
1968年（昭和43年）9月3日には、消防学校敷地内に音楽隊専用の独立庁舎が発足し、隊員の身分が総務部総務課付となり、音楽隊専従職員とされることとなった。
1987年（昭和62年）6月1日、12人のカラーガード隊員を採用し、同年10月1日に西尾武喜名古屋市長により「リリーエンゼルス」と命名された。リリーは同市の花として制定されているユリを英語で表現したものである。
2016年（平成28年）4月からはポッカサッポロフード＆ビバレッジとネーミングライツ契約を結び、ポッカレモン消防音楽隊の名称で活動を行っている。

## 消防研究室
1970年（昭和45年）6月1日、消防学校敷地内において消防研究室が発足した。この研究室は消防に関する専門的研究機関として設置されたもので、家庭用燃焼機器の試験、鑑識実験、ビル・地下街火災における煙対策、隊員の装備に関する研究を他の研究機関とも連携を取りつつ進めている。
研究は発足翌年の1971年（昭和46年）から「消防研究室年報」としてまとめられており、市内各消防署をはじめ、近隣消防本部、政令都市消防機関、研究機関、図書館などに送付されている。
また、1981年（昭和56年）には、てんぷら油による火災の初期消火に役立つ造花として「消火フラワー」の開発を行っている。

### WEB
1. ↑  名古屋市消防局消防学校 消防音楽隊担当 (2017年10月1日). “ポッカレモン消防音楽隊（名古屋市消防音楽隊）”. 2017年10月9日閲覧。

### 書籍
1. 1 2  名古屋消防史編集委員会 1989, p. 467.
2. 1 2  名古屋消防史編集委員会 1989, p. 469.
3. ↑  名古屋消防史編集委員会 1989, p. 470.
4. 1 2  名古屋消防史編集委員会 1989, p. 471.
5. ↑  名古屋消防史編集委員会 1989, p. 479.
6. ↑  名古屋消防史編集委員会 1989, p. 480.
7. ↑  名古屋消防史編集委員会 1989, p. 481.
8. ↑  名古屋消防史編集委員会 1989, p. 482.
9. ↑  名古屋消防史編集委員会 1989, p. 483.
10. 1 2  名古屋消防史編集委員会 1989, p. 476.
11. ↑  名古屋消防史編集委員会 1989, p. 477.
12. ↑  名古屋消防史編集委員会 1989, p. 478.